# Bridget Jones – Verrückt nach ihm
Bridget Jones – Verrückt nach ihm (Originaltitel Bridget Jones: Mad About the Boy, Verweistitel Bridget Jones 4) ist ein britisch-US-amerikanisch-französischer Spielfilm aus dem Jahr 2025 von Regisseur Michael Morris nach einem Drehbuch von Helen Fielding, Dan Mazer und Abi Morgan basierend auf dem 2013 veröffentlichten gleichnamigen Roman von Helen Fielding. Die romantische Komödie ist eine Fortsetzung von Bridget Jones – Schokolade zum Frühstück (2001), Bridget Jones – Am Rande des Wahnsinns (2004) und Bridget Jones’ Baby (2016).

## Handlung
Nach dem Tod ihres Mannes Mark Darcy vor vier Jahren kümmert sich Bridget Jones als alleinerziehende Mutter um den 9-jährigen Billy und die 4-jährige Mabel.
Unterstützt wird sie dabei von ihren Freunden Shazzer, Jude und Tom, ihrer Arbeitskollegin Miranda, ihrer Mutter sowie gelegentlich von ihrem ehemaligen Liebhaber Daniel Cleaver. Auf Anraten ihrer Freunde wagt sich Bridget wieder in die Arbeitswelt und versucht, Familie, Beruf und ihr Liebesleben miteinander zu vereinbaren.
Während ihr der deutlich jüngere Roxster McDuff Avancen macht, sieht sie sich mit Vorurteilen der vermeintlich perfekten Mütter in der Schule konfrontiert, wo sie auf Scott Wallaker, den Naturwissenschaftslehrer ihres Sohnes, trifft.

## Besetzung und Synchronisation
Die deutschsprachige Synchronisation übernahm die Interopa Film. Dialogregie führte Susanna Bonaséwicz, das Dialogbuch schrieb Marius Clarén.
| Rolle          | Darsteller       | Synchronsprecher         |
| -------------- | ---------------- | ------------------------ |
| Bridget Jones  | Renée Zellweger  | Ranja Bonalana           |
| Colin Jones    | Jim Broadbent    | Reinhard Kuhnert         |
| Cosmo          | Mark Lingwood    | Oliver Siebeck           |
| Daniel Cleaver | Hugh Grant       | Patrick Winczewski       |
| Dr. Rawlings   | Emma Thompson    | Monica Bielenstein       |
| Mark Darcy     | Colin Firth      | Tom Vogt                 |
| Mr. Wallaker   | Chiwetel Ejiofor | Torben Liebrecht         |
| Pam Jones      | Gemma Jones      | Katharina Lopinski       |
| Rebecca        | Isla Fisher      | Ulrike Stürzbecher       |
| Richard Finch  | Neil Pearson     | Michael Pan              |
| Shazzer        | Sally Phillips   | Anke Reitzenstein        |
| Talitha        | Josette Simon    | Claudia Urbschat-Mingues |
| Tom            | James Callis     | David Nathan             |

## Produktion
Der Film wurde von Working Title Films, Studiocanal und Miramax produziert, Produzenten waren Tim Bevan, Eric Fellner und Jo Wallett. Die Dreharbeiten fanden von Mai bis August 2024 statt. Drehorte waren unter anderem die Sky Studios Elstree in London sowie am Moor House, am Flask Walk und im Park Hampstead Heath in Hampstead.
Die Kamera führte Suzie Lavelle, die Musik schrieb Dustin O’Halloran, die Montage verantwortete Mark Day. Das Szenenbild gestaltete Kave Quinn und das Kostümbild Molly Emma Rowe.

## Veröffentlichung
In London war am 29. Januar 2025 Premiere. Der Kinostart war in Frankreich am 12. Februar 2025, in Deutschland und Österreich soll der Film am 27. Februar 2025 in die Kinos kommen. Beim US-amerikanischen Streaminganbieter Peacock wurde der Film am 13. Februar 2025 veröffentlicht.
Auf Blu-ray Disc erschien der Film am 29. Mai 2025.

## Unterschiede zwischen Film und Romanvorlage
- Während die Protagonistin in der Romanvorlage auf Twitter den Kontakt mit Roxster herstellt, legt im Film Miranda ein Tinder-Profil für ihre Freundin an.[16]
- Im Buch hadert Bridget mit ihrem Körpergewicht, der Film hingegen zeigt eine schlanke Bridget, die eher mit Problemen des Alters kämpft.
- Während Bridget im Film zum TV-Sender zurückkehrt, versucht sie sich im Roman als Drehbuchautorin.
- Bei Daniel Cleaver treten im Film  Herzprobleme auf, was ihn dazu bringt, sein Leben zu überdenken. Im Roman wird er ins Krankenhaus eingewiesen, weil er irrtümlich flüssige Seife zu sich genommen hat.
- Scott Wallaker kann im Film Bridgets Sohn Billy erfolgreich über den Verlust von dessen Vater trösten. Im Buch rettet er Billy das Leben, als jemand die Kontrolle über ein Auto verliert.

## Rezeption

### Kritiken
Patrick Heidmann vergab auf epd-film.de vier von fünf Sternen. Stück für Stück fänden Regie und Drehbuch zurück zu den alten Stärken der Reihe und gewinne der Film dabei zusehends an Charme. Die emotionalen Momente überzeugten fast mehr als die Slapstick-Anflüge, und während Grant und Thompson in wenigen Szenen zu großer komödiantischer Form aufliefen, sei es vor allem Ejiofor, der dafür sorge, dass auch die Romanze funktioniere.
Ilija Glavas bewertete den Film auf kinomeister.de mit acht von zehn Punkten. Der Film überzeuge mit einer warmherzigen, überraschend erwachsenen Geschichte über eine Frau, die sich ein weiteres Mal neu verliebt. Die Mischung aus herzerwärmendem Humor, emotionaler Tiefe und nostalgischem Charme mache den Film zu einem gelungenen Comeback.
Oliver Armknecht (7 von 10 Punkte) meinte auf film-rezensionen.de, dass sich der Film ein wenig verzettle und zu viele Themen und Figuren habe. Er sei aber charmant, gut gespielt und gehe einem zuweilen sehr zu Herzen, ohne dass es dabei zu manipulativ werde.
Filmdienst.de schrieb, dass der Film auf charmante, wenn auch oberflächliche Art Online-Dating, die Altersunterschiede in Partnerschaften oder Trauer in der Familie thematisiere. Zwischen Nostalgie und einem Update der Hauptfigur gelinge eine akzeptable Balance, die sinnbildlich für die Millennial-Generation stehe.
Sofia Teresa Müller kritisierte auf DerStandard.at, dass Bridget stellenweise so wirke, als wäre sie aus den 2000ern importiert. Sie bliebe in alten Mustern verhaftet, der Film suggeriere weiterhin, dass eine Frau nur mit Partner vollständig sei, das Thema Alter werde wiederholt negativ konnotiert. Immerhin werde Bridgets Gewicht diesmal kaum thematisiert. Trotzdem sei der Film voller Witz, Nostalgie und überrasche mit unerwarteter emotionaler Tiefe. Zellweger glänze in ihrer Paraderolle, selbst wenn es nicht ganz gelinge, Bridget Jones ein modernes Update zu verpassen.

### Einspielergebnis
In Großbritannien spielte der Film in den ersten vier Tagen nach seiner Veröffentlichung am 13. Februar 2025 laut Comscore 11,8 Millionen Pfund ein (rund 14,2 Millionen Euro).
In Deutschland verzeichnete der Film am ersten Wochenende 192.500 Besucher in den Kinos.